# Каргинова, Варвара Савельевна
Варва́ра Саве́льевна Карги́нова (1908—1975) — советская осетинская актриса театра и кино. Народная артистка РСФСР (1960).

## Биография
Родилась 28 декабря 1908 года в селе Ардон Терской области (ныне город Ардон Республики Северная Осетия — Алания) .
В 1926—1933 гг. работала сельским учителем.
В 1933—1935 гг. училась в театральной студии при Русском академическом театре Владикавказа.
В 1935—1975 гг. артистка Северо-Осетинского государственного академического театра.
Была одной из ведущих актрис театра, исполняла острохарактерные роли. В её репертуаре многочисленное количество ролей в пьесах русских, зарубежных и осетинских авторов.
Особую любовь зрителя ей принесла роль Мысырхан из пьесы Д. Туаева «Желание Паша» («Пӕсӕйы фӕндон»), которую она исполняла более 30 лет. До сих пор роль Мысырхан, в исполнении Варвары Савельевны, считается эталоном для артистов Осетинского театра.
С 1943 по 1946 год проживала в доме № 17 на улице Куйбышева во Владикавказе.
С 1960 года помимо работы в Осетинском театре, служила в Целиноградском драматическом театре (Казахстан)
Скончалась в 1975 году.

## Роли в театре
- Мотылькова («Слава» В. Гусева, 1938 г.)
- Ханума («Ханума» А. Цагарели, 1939 г.)
- Кабаниха («Гроза» А. Островского, 1939 г.)
- Нуца («Мать сирот» Д. Туаева, 1941 г.)
- Гошама («Афхардты Хасана» Д. Мамсурова, 1945 г.)
- Саниат («Враги» Е. Уруймаговой, 1948 г.)
- Гонерилья («Король Лир» В. Шекспира, постановки 1948 и 1959 гг.)
- Мысырхан («Желание Паша» Д. Туаева, 1944 г.)
- Васса («Васса Железнова» М. Горького)
- Бобылиха («Снегурочка» А. Островского, 1955 г.)
- Елизавета («Мария Стюарт» Ф. Шиллера)
- Колхозная повариха Дзилла («Крылатые» Токаева, 1960 г.)

## Фильмография
- 1955 — «Шарф любимой». Одесская киностудия. — Хабиба
- 1971 — «Прощайте, коза и велосипед». Северо-Осетинская киностудия. — Марико
- 1972 — «За твою судьбу». Одесская киностудия. — Шаният

## Награды
- Народная артистка РСФСР (1960)
- Заслуженная артистка РСФСР (1956)
- Народная артистка СО АССР